# Governo Orpo
O Governo Orpo (em finlandês:  Orpon hallitus, em sueco:  Regeringen Orpo) é um governo de maioria, com um mandato para governar a Finlândia de 2023 a 2027, formado a partir das eleições parlamentares na Finlândia em 2023.

Tomou posse em 20 de junho de 2023.
Integra o Partido da Coligação Nacional (conservador), o Partido dos Verdadeiros Finlandeses (nacionalista), o Partido Popular Sueco (liberal sueco) e o Partido Democrata-Cristão (democrata-cristão).

## Composição do Governo
Lista original dos ministros em 20 de junho de 2023:

- Primeiro-ministro (Partido da Coligação Nacional): Petteri Orpo
- Ministra das Finanças (Partido dos Verdadeiros Finlandeses): Riikka Purra
- Ministra da Agricultura e Florestas (Partido Democrata-Cristão.): Sari Essayah
- Ministro da Atividade Física, do Desporto e da Juventude (Partido Democrata-Cristão.) 2025-2027: -
- Ministro da Atividade Física, do Desporto e da Juventude (Partido Popular Sueco) 2023-2025: Sandra Bergqvist
- Ministras da Cultura e da Investigação (Partido da Coligação Nacional): Sari Multala e Mari-Leena Talvitie
- Ministro da Defesa (Partido da Coligação Nacional): Antti Häkkänen
- Ministros da Economia (Partido dos Verdadeiros Finlandeses): Vilhelm Junnila och Sakari Puisto
- Ministra da Educação (Partido Popular Sueco): Anna-Maja Henriksson
- Ministro da Europa e da Propriedade (Partido Popular Sueco): Anders Adlercreutz
- Ministra da Justiça (Partido dos Verdadeiros Finlandeses): Leena Meri
- Ministra da Segurança Social (Partido da Coligação Nacional): Sanni Grahn-Laasonen
- Ministra das Comunicações (Partido dos Verdadeiros Finlandeses): Lulu Ranne
- Ministro do Clima e do Ambiente (Partido da Coligação Nacional): Kai Mykkänen
- Ministro do Comércio Externo e do Desenvolvimento (Partido dos Verdadeiros Finlandeses): Ville Tavio
- Ministra do Exterior (Partido da Coligação Nacional): Elina Valtonen
- Ministra do Interior (Partido dos Verdadeiros Finlandeses): Mari Rantanen
- Ministros do Trabalho (Partido da Coligação Nacional): Arto Satonen e Matias Marttinen
- Ministra dos Assuntos Sociais e da Saúde (Partido dos Verdadeiros Finlandeses): Kaisa Juuso
- Ministra dos Municípios e Regiões (Partido da Coligação Nacional): Anna-Kaisa Ikonen